# Komodo (chanson)
Pour les articles homonymes, voir Komodo.
Komodo est une chanson interprétée par le producteur italien de trance Mauro Picotto. Inspiré du titre Sweet Lullaby du groupe français Deep Forest, elle est sortie en juillet 2000 comme étant le quatrième single de l'album The Album.
Ce morceau a atteint le top 10 des hits parades en Autriche, Allemagne, Irlande et Suisse.

## Liste des pistes
| 1. | Komodo (Video Edit)            | 3:25 |
| 2. | Komodo (MegaVoice Claxixx Mix) | 8:15 |
| 3. | Komodo (Tea Mix)               | 7:53 |
| 4. | Komodo (Megamind Remix)        | 7:09 |
| 5. | Komodo (Saccoman Mix)          | 6:53 |
| 6. | Komodo (Alternative Mix)       | 6:19 |

## Graphiques et ventes

### Classement
| Chart (2000)                             | Peak position |
| ---------------------------------------- | ------------- |
| Autriche (Ö3 Austria Top 40)             | 4             |
| Belgique (Flandre Ultratop 50 Singles)   | 15            |
| France (SNEP)                            | 60            |
| Allemagne (Media Control AG)             | 6             |
| Irlande (IRMA)                           | 2             |
| Italie (FIMI)                            | 17            |
| Pays-Bas (Nederlandse Top 40)            | 19            |
| Suisse (Schweizer Hitparade)             | 4             |
| États-Unis (The Official Charts Company) | 13            |

### Certifications
| Pays      | Certification | Date | Ventes certifiées |
| --------- | ------------- | ---- | ----------------- |
| Allemagne | Or            | 2000 | 250 000           |